# Гилфорд, Генри
Генри Гилфорд (англ. Henry Guildford; 1489—1532) — английский политический деятель, придворный первых Тюдоров, кавалер ордена Подвязки. Сын сэра Ричарда Гилфорда и его второй жены Джоан Вокс, единокровный брат Эдуарда Гилфорда. Принадлежал к ближайшему окружению короля Генриха VIII, участвовал в войнах с Францией.